# Recopa d'Europa de futbol 1983-84
La Recopa d'Europa de futbol 1983-84 fou la vint-i-quatrena edició de la Recopa d'Europa de futbol. Fou guanyada pel Juventus FC a la final davant del FC Porto.

## Ronda preliminar
| Equip 1         | Global | Equip 2         | Anada | Tornada |
| --------------- | ------ | --------------- | ----- | ------- |
| Swansea City FC | 1-2    | 1. FC Magdeburg | 1-1   | 0-1     |

## Primera ronda
| Equip 1                  | Global | Equip 2             | Anada | Tornada |
| ------------------------ | ------ | ------------------- | ----- | ------- |
| NEC Nimega               | 2-1    | S.K. Brann          | 1-1   | 1-0     |
| 1. FC Magdeburg          | 1-7    | FC Barcelona        | 1-5   | 0-2     |
| Mersin İ.Y               | 0-1    | Spartak Varna       | 0-0   | 0-1     |
| Manchester United        | 3(c)-3 | Dukla Praga         | 1-1   | 2-2     |
| Hammarby IF              | 5-2    | 17 Nëntori Tirana   | 4-0   | 1-2     |
| Sligo Rovers F.C.        | 0-4    | FC Haka             | 0-1   | 0-3     |
| Glentoran F.C.           | 2-4    | Paris Saint-Germain | 1-2   | 1-2     |
| Juventus F.C.            | 10-2   | Lechia Gdańsk       | 7-0   | 3-2     |
| Valletta                 | 0-18   | Rangers FC          | 0-8   | 0-10    |
| NK Dinamo de Zagreb      | 2-2(c) | FC Porto            | 2-1   | 0-1     |
| Boldklubben 1901         | 3-9    | FC Xakhtar Donetsk  | 1-5   | 2-4     |
| Servette FC              | 9-1    | Avenir Beggen       | 4-0   | 5-1     |
| AEK Atenes               | 3-4    | Újpest FC           | 2-0   | 1-4     |
| FC Wacker Innsbruck      | 3-7    | 1. FC Köln          | 1-0   | 2-7     |
| Enosis Neon Paralimni FC | 3-7    | K.S.K. Beveren      | 2-4   | 1-3     |
| ÍA                       | 2-3    | Aberdeen FC         | 1-2   | 1-1     |

## Segona ronda
| Equip 1             | Global | Equip 2           | Anada | Tornada  |
| ------------------- | ------ | ----------------- | ----- | -------- |
| NEC Nimega          | 2-5    | FC Barcelona      | 2-3   | 0-2      |
| Spartak Varna       | 1-4    | Manchester United | 1-2   | 0-2      |
| Hammarby IF         | 2-3    | FC Haka           | 1-1   | 1-2 (pr) |
| Paris Saint-Germain | 2-2(c) | Juventus F.C.     | 2-2   | 0-0      |
| Rangers FC          | 2-2    | FC Porto          | 2-1   | 0-1      |
| FC Xakhtar Donetsk  | 3-1    | Servette FC       | 1-0   | 2-1      |
| Újpest FC           | 5(c)-5 | 1. FC Köln        | 3-1   | 2-4      |
| K.S.K. Beveren      | 1-4    | Aberdeen FC       | 0-0   | 1-4      |

## Quarts de final
| Equip 1      | Global | Equip 2            | Anada | Tornada |
| ------------ | ------ | ------------------ | ----- | ------- |
| FC Barcelona | 2-3    | Manchester United  | 2-0   | 0-3     |
| FC Haka      | 0-2    | Juventus F.C.      | 0-1   | 0-1     |
| FC Porto     | 4-3    | FC Xakhtar Donetsk | 3-2   | 1-1     |
| Újpest FC    | 2-3    | Aberdeen FC        | 2-0   | 0-3(pr) |

## Semifinals
| Equip 1           | Global | Equip 2       | Anada | Tornada |
| ----------------- | ------ | ------------- | ----- | ------- |
| Manchester United | 2-3    | Juventus F.C. | 1-1   | 1-2     |
| FC Porto          | 2-0    | Aberdeen FC   | 1-0   | 1-0     |

## Final
Per quarta i última vegada, la final de la Recopa d'Europa de futbol es disputà a l'estadi de Sankt Jakob, de Basilea. La Juventus aconseguí el seu segon títol europeu en vèncer el Porto per 2 a 1, resultat que es repetia per quart any consecutiu en la final d'aquesta competició.
| Juventus F.C.            | 2 - 1 | FC Porto  |
| ------------------------ | ----- | --------- |
| Vignola 13' · Boniek 41' |       | Sousa 29' |

| Guanyador de la Recopa d'Europa 1983-84 |
| --------------------------------------- |
| Juventus FC Primer títol                |